# جان لان
جان لان (انگلیسی: John Lunn؛ زادهٔ ۱۳ مهٔ ۱۹۵۶) آهنگساز و موسیقی‌دان اهل بریتانیا است. او بیشتر در زمینهٔ ساخت موسیقی برای برنامه‌های تلویزیونی فعال بوده است.
جان لان در سال ۲۰۱۰ میلادی، بابت ساخت موسیقی سریال «بی‌نهایت خشمگین» (بر پایهٔ رمانی به همین نام اثرِ تری پرچت) برندهٔ جایزهٔ «بهترین موسیقی تلویزیون» از سویِ «انجمن سلطنتی تلویزیون» در انگلستان و همچنین نامزد دریافت جایزهٔ بفتا و آیور نوولو شد. وی بابت ساخت موسیقی متن سریال دوریت کوچک (بر اساس رمان دوریت کوچک اثرِ چارلز دیکنز) نیز نامزدِ دریافت جایزهٔ بفتا در شاخهٔ «برترین موسیقی متن» شد.
او چندین موسیقی کلاسیک و اپرایی نیز ساخته است.

## گزیدهٔ آثار
- آخرین پادشاهی (۲۰۱۵)
- ناقوس جنگ (۲۰۱۴)
- دانتون ابی (۲۰۱۰)
- دوریت کوچک (۲۰۰۸)
- هتل بابل (۲۰۰۶)